# 東京電力荒川専用橋
東京電力荒川専用橋（とうきょうでんりょくあらかわせんようきょう）は、かつて東京都荒川区南千住六丁目と足立区千住橋戸町の間の隅田川に架かっていた橋梁である。荒川電らん橋（あらかわでんらんきょう）とも称された。

## 概要
1964年東京オリンピックの開催前後の頃に架設された橋で、千住大橋（旧橋）の約150 m上流（西側）にあった。東京電力パワーグリッドの送電ケーブル（高圧線）を通す専用橋で、橋長102メートル、全幅5.5メートル、支間長102メートルの単径間で鋼製の下路ランガー桁橋であり、アーチの上部がバスケットハンドル状にやや内側に傾斜した形状となっていた。アーチリブの高さは17メートルである。橋格は特種（電らん）である。橋の施工は宮地鉄工所（現宮地エンジニアリング）が行ない、架設工法としてステージング工法が用いられた。2011年（平成23年）度には橋に落橋防止工が設置された。耐震性に問題があることや、メンテナンス費用の関係もあり、2021年（令和3年）に撤去された。撤去工事は西松建設が担当した。

## 周辺
- 千住大橋駅
- 東京都水道局荒川営業所
- 荒川区立荒川ふるさと文化館
- 橋戸稲荷神社
- 素盞雄神社
- 浄土宗豊徳山誓願寺
- 天王公園